# HTC HD7
De HTC HD7 is een smartphone van het bedrijf HTC waarop oorspronkelijk het Windows Phone 7 (WP7) draait. Later heeft het toestel de update gekregen naar Windows Phone 7.8.
De voorkant van het toestel bestaat uit de drie WP7-knoppen: de terugknop, de startknop en de knop met de zoekfunctie. Deze knoppen zijn touchknoppen. De HTC heeft een lcd-scherm van 4,3 inch met een resolutie van 480 x 800 pixels. En het toestel beschikt over een 5 megapixel camera met dual-led-flitser.